# The Narcotic Story

The Narcotic Story est le sixième album studio du groupe de rock expérimental américain Oxbow. Il est sorti le 19 juin 2007 et sera leur premier album à être publié par Hydra Head Records.

## Liste des titres
| 1.    | Mr. Johnson                     | 0:42 |
| 2.    | The Geometry of Business        | 4:11 |
| 3.    | Time, Gentlemen, Time           | 4:52 |
| 4.    | Down a Stair Backward           | 5:00 |
| 5.    | She's a Find                    | 8:47 |
| 6.    | Frankly Frank                   | 4:46 |
| 7.    | A Winner Every Time             | 4:52 |
| 8.    | Frank's Frolic                  | 6:24 |
| 9.    | It's the Giving, Not the Taking | 6:01 |
| 45:35 |                                 |      |